# 東岸高架道路

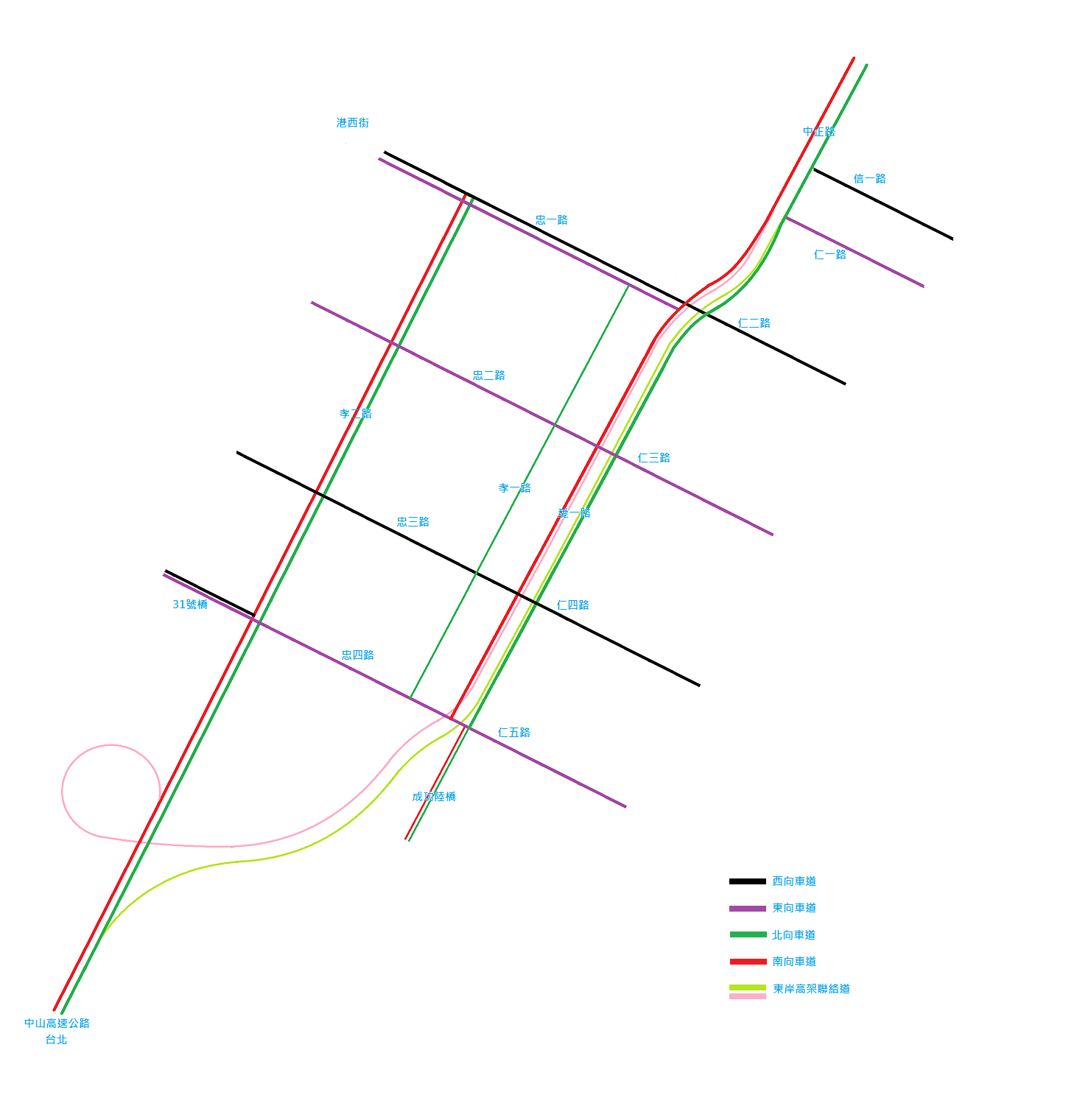
東岸高架聯絡道示意圖

東岸高架道路位於臺灣基隆市，為中山高速公路（國道一號）基隆端之聯絡道，此高架橋主要興建在愛一路上，向北聯絡至喜豬橋、中正路。下高架橋後亦可右轉通往仁一路，或由信一路左轉經喜豬橋進入。
本聯絡道主要為雙向兩線道，至愛一路時出口車道加寬至兩線道。本聯絡道可使位於基隆港東岸之貨櫃車不需經由市區進入中山高，但也因為大量重車行駛，以致於本聯絡道在近期經常出現裂縫而須封閉維護。本聯絡道封閉經常造成中山高基隆端回堵，部分車輛改由基隆交流道接台5線進入市區，而造成基隆市區車潮大量湧入，交通大打結。